# Rosa Pompanin
Rosa Pompanin (* 9. Juni 1984 in Pieve di Cadore) ist eine italienische Curlerin.
Pompanin war Teil des italienischen Curling-Olympiateams bei den Olympischen Winterspielen 2006 in Turin. Sie spielte auf der Position des Second neben ihren Teamkolleginnen Skip Diana Gaspari, Third Giulia Lacedelli, Lead Violetta Caldart und Alternate Eleonora Alvera. Das Team belegte den zehnten Platz.